# Aulacosternus zelandicus
Aulacosternus zelandicus är en skalbaggsart som beskrevs av Sylvain Auguste de Marseul 1853. Aulacosternus zelandicus ingår i släktet Aulacosternus och familjen stumpbaggar. Inga underarter finns listade i Catalogue of Life.